# Ekaterine Tkeselasvili
Ekaterine (Eka) Tkeselasvili (grúzul: ეკატერინე ტყეშელაშვილი; Tbiliszi, 1977. május 23.) grúz jogász, politikus, 2008. május 5. és december 5. között Grúzia külügyminisztere volt, 2010-től reintegrációs miniszter. A Miheil Szaakasvili államfő vezette kormányzó Egyesült Nemzeti Mozgalom párt tagja. Férjezett, egy gyermeke van. Angolul, franciául és oroszul beszél.

## Szakmai karrierje
A Tbiliszi Állami Egyetemen tanult nemzetközi kapcsolatok és nemzetközi jog szakon. 1999-ben szerzett jogi diplomát. Kezdetben a Nemzetközi Vöröskereszt grúziai irodájában, majd a Marylandi Egyetem intézményi reformokkal foglalkozó intézetének (IRIS) tbiliszi irodájában dolgozott, melynek 2005-ben igazgatója is volt.

## Politikai pályafutása
2005-től vesz részt Grúzia politikai életében, amikor belügyminiszter-helyettesnek nevezték ki. Röviddel ezután, 2005 májusában a Tbiliszi Feljebbviteli Bíróság elnöke lett. Ezt a posztot 2007 augusztusáig töltötte be, majd 2008 januári legfőbb ügyészi kinevezéséig Grúzia igazságügy-minisztere volt. 2008. május 5-én Grúzia külügyminiszterévé nevezték ki a Lado Gurgenidze vezette kormányban. 2008. december 5-én mentették fel posztjáról, utóda a grúz külügyminisztérium élén korábbi helyettese, Grigol Vasadze lett.
2008–2010 között a Grúz Nemzetbiztonsági Tanács titkára volt, majd 2010 és 2012 között miniszterelnök-helyettesi és Grúzia a területi egyesítéséért felelős miniszteri posztot töltötte be. 
2017-től az Európai Unió Ukrajnai Korrupcióellenes Kezdeményezésének (EU Anti-Corruption Initiative in Ukraine) vezetője, mellette Kijevben és Tbilisziben is oktat egyetemen.